# Lockheed XFV
Lockheed XFV (còn gọi là the Salmon) là một mẫu máy bay tiêm kích VTOL thử nghiệm của Hoa Kỳ, do hãng Lockheed thiết kế chế tạo vào đầu năm 1950.

## Biến thể (đề xuất)
- XFO-1/XFV-1: (Model 081-40-01)
- FV-2:

## Tính năng kỹ chiến thuật

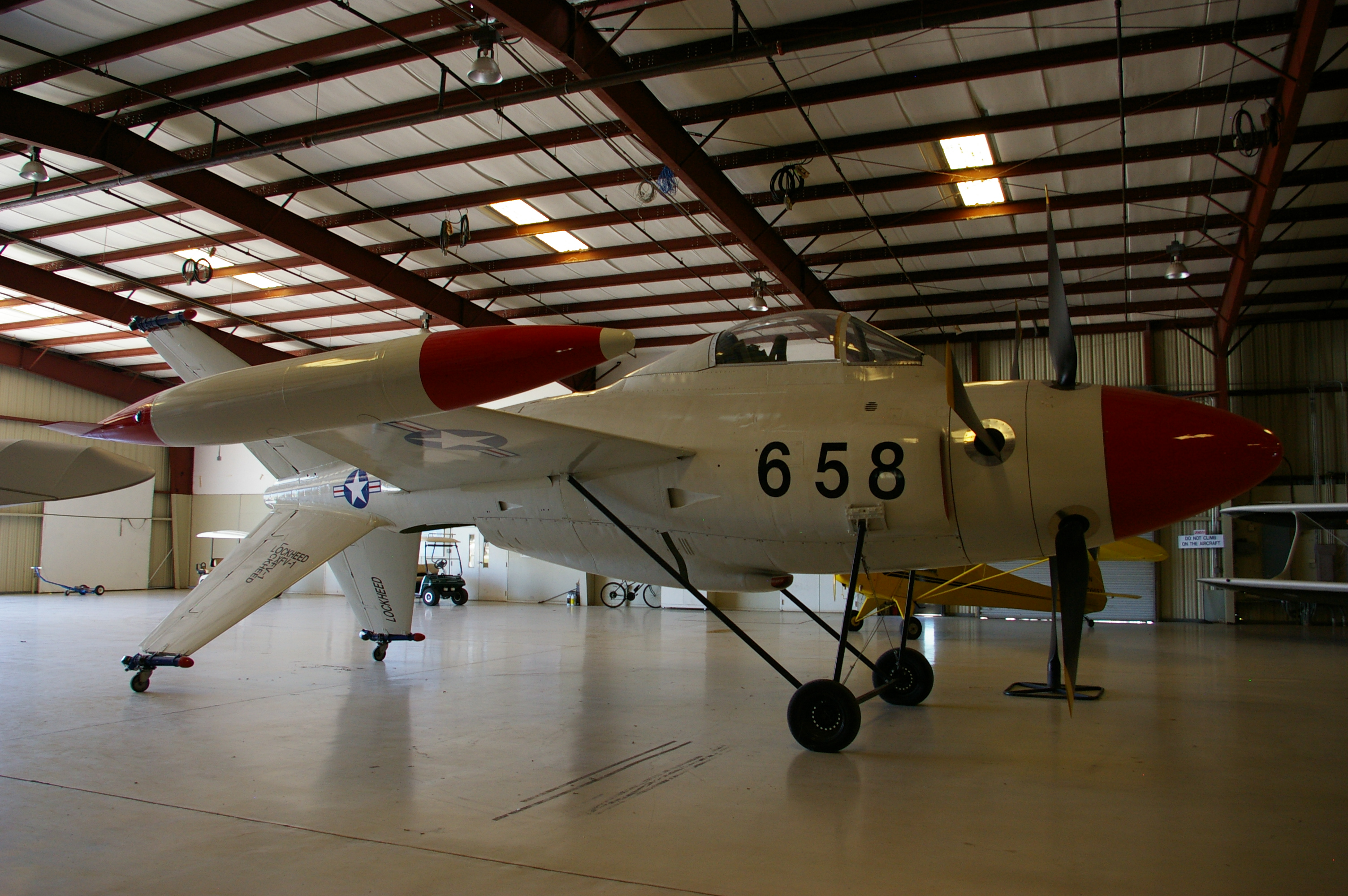
Mẫu thử XFV-1 tại Bảo tàng Sun 'n Fun, Lakeland, Florida

Đặc điểm tổng quát
- Kíp lái: 1
- Chiều dài: 36 ft 10,25 in (11,23 m)
- Sải cánh: 30 ft 22 in (8,36 m)
- Chiều cao: 36 ft 10,25 in (11,23 m)
- Diện tích cánh: 246 ft² (22,85 m²)
- Trọng lượng rỗng: 11.599 lb (5.261 kg)
- Trọng lượng có tải: 16.221 lb (7.358 kg)
- Trọng lượng cất cánh tối đa: 16.221 lb (7.358 kg)
- Động cơ: 2 × 1 Allison XT40-A-14,  ()  mỗi chiếc

 Hiệu suất bay 
- Vận tốc cực đại: 580 mph (930 km/h)
- Vận tốc hành trình: 410 mph (660 km/h)
- Trần bay: 43.300 ft (13.100 m)
- Vận tốc lên cao: 10.820 ft/phút (3.300 m/phút)
- Tải trên cánh: 65,9 lb/ft² (322 kg/m²)

Trang bị vũ khí

4 × pháo 20 mm (.79 in) hoặc 48 × rocket 2,75 in (70 mm)